# ImageMagick
ImageMagick是一个用于查看、编辑位图文件以及进行图像格式转换的开放源代码软件套装。它可以读取、编辑超过100种圖片格式。ImageMagick以ImageMagick许可证 （页面存档备份，存于）（一个类似BSD的许可证）发布。

## 功能及特点
ImageMagick主要由大量的命令行程序组成，而不提供像Adobe Photoshop、GIMP这样的图形界面。但是，ImageMagick也提供了一个基于X Window的简易GUI：IMDisplay。它还为很多程序语言提供了API库。Imagemagick使用特征签名识别文件类型。
很多程序使用ImageMagick创建缩略图，如MediaWiki、phpBB和vBulletin，还有其它一些程序如LyX使用ImageMagick转换图片格式。
在Perl语言中，ImageMagick还有一个API叫PerlMagick.

### 文件格式转换
ImageMagick最基本的一个功能是准确高效地转换超过68种图片的格式，包括常见的TIFF、JPEG、PNG、PDF、PhotoCD，以及GIF。请参考ImageMagick支持的格式列表（页面存档备份，存于）。

### 特效
ImageMagick包括了大量用于特效的滤镜和扩展功能。
参见 （页面存档备份，存于）